# Venere e Adone (Tiziano Washington)
Venere e Adone è un dipinto a olio su tela (107x136 cm) realizzato nel 1560 dal pittore italiano Tiziano Vecellio.
È conservato nel National Gallery of Art di Washington.

## Storia e descrizione
Alla metà del XVI secolo Tiziano torna insistentemente sul soggetto mitogico che in passato pure aveva frequentato (Baccanale, Bacco e Arianna, ma anche Danae); lo spirito tuttavia è ben diverso: se pure il tono con cui annuncia a Filippo II una «poesia» – da porre accanto alla Danae, così da avere una vista completa della nudità femminile – è colloquiale, leggero e ricco di sottintesi erotici, tuttavia il risultato è pensoso e pessimistico.
All'artista, che illustra un racconto mitologico tratto da Ovidio, non interessa mostrare la morte di Adone: viene invece narrato il momento immediatamente precedente, quando Adone lascia all'alba la dea, dopo una notte d'amore, per andare alla caccia, metafora della vita, che lo vedrà vittima del cinghiale. Da notare che Tiziano stravolge anche il mito che vedeva invece Venere abbandonare il bel cacciatore, e questo gli fu rimproverato anche da Borghini.
Non è bene che l'uomo tratti troppo da vicino gli dei, perché solo disgrazia gliene potrà derivare: una malinconica meditazione su cui Tiziano tornerà anche nelle successive poesie; dura morale, invero, che non troverà estimatori se non – per motivi economico-finanziari – Filippo II. Quando l'unico committente non vorrà una tela, questa resterà all'artista.
Di questo stesso soggetto Tiziano realizzerà almeno ben sette tele, classificate in due gruppi a seconda dello stile e di alcune varianti iconologiche. Il primo gruppo, «Prado», è caratterizzato da uno stile simile a quella della prima versione, oggi conservata al Prado. Il secondo gruppo – denominato «Farnese» dalla perduta tela appartenuta a questa famiglia, e a cui appartiene anche questa versione di Washington – presenta queste differenze rispetto al primo:
- il paesaggio è più chiuso e in cielo c'è un arcobaleno;
- i cani di Adone sono solo due;
- Adone è più giovane;
- Cupido è ben sveglio;
- lo stile è quello che caratterizzerà l'ultimo Tiziano: pennellate incerte, larghe, rapide, luminose, contorni vaghi, completa assenza di disegno, masse di colore che definiscono lo spazio.

Il dipinto, di proprietà della contessa di Bristol, Anne Russell Digby, passò in eredità, nel 1685, alla famiglia Spencer di Marlborough, di cui rimase proprietà fino al 1924. Venduto ad antiquari e galleristi inglesi e americani, è diventato proprietà della National Gallery of Art di Washington nel 1942.

## Altre versioni

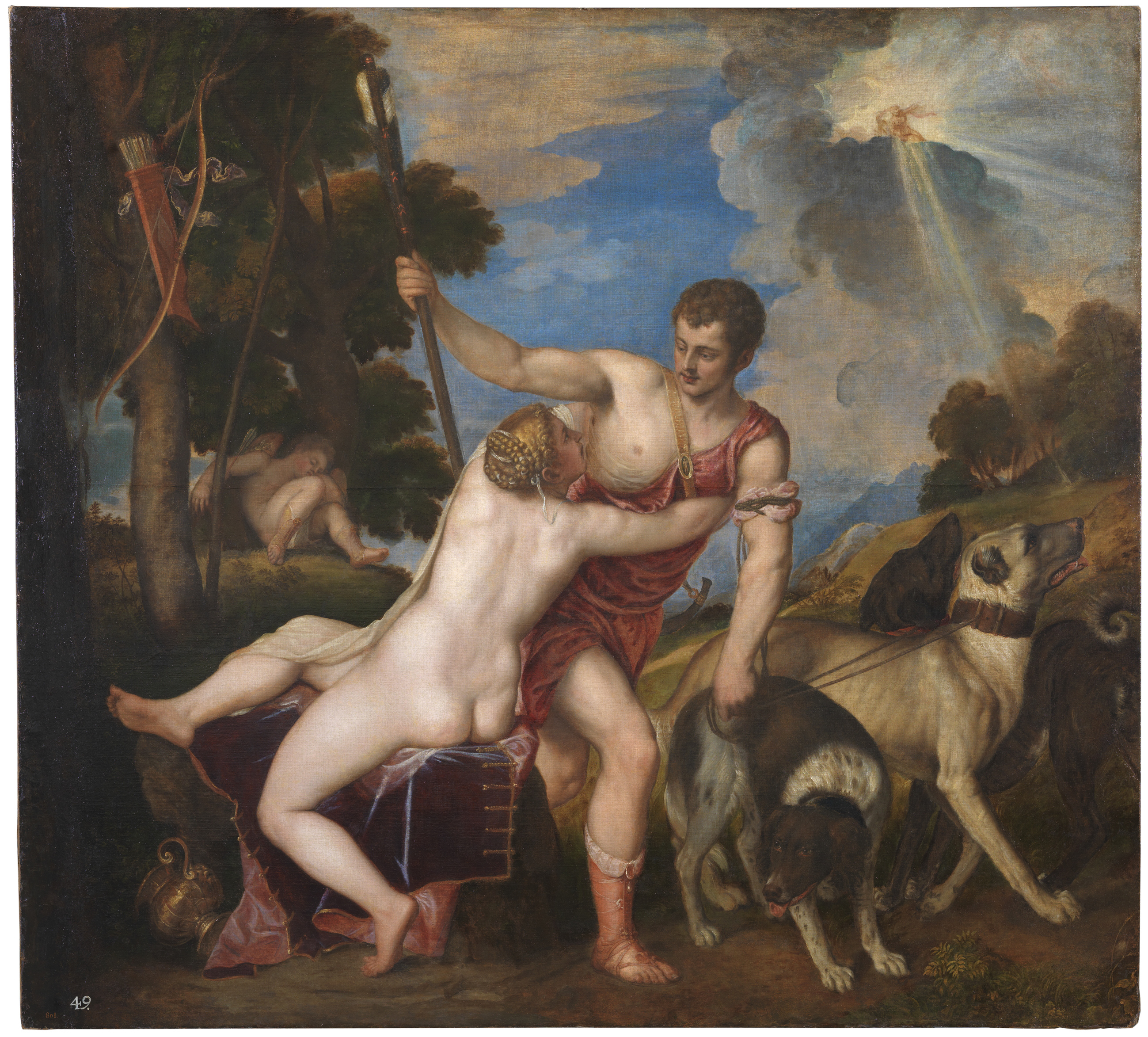
Tiziano Vecellio, Venere e Adone, 1553 ca, Madrid, Museo del Prado
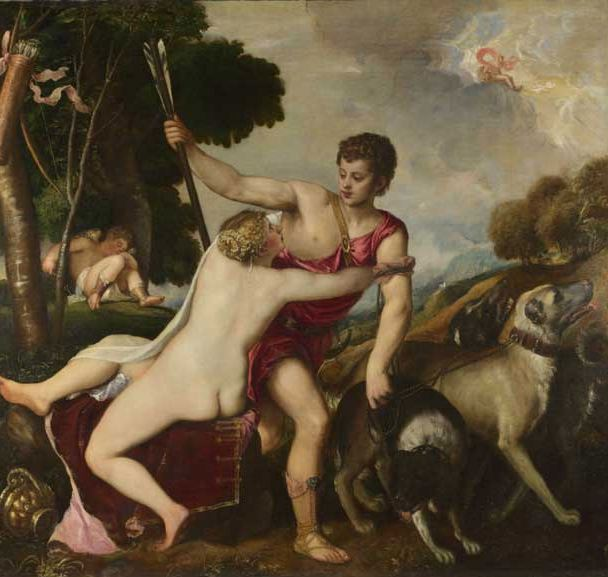
Tiziano Vecellio, Venere e Adone, 1555, Londra, National Gallery
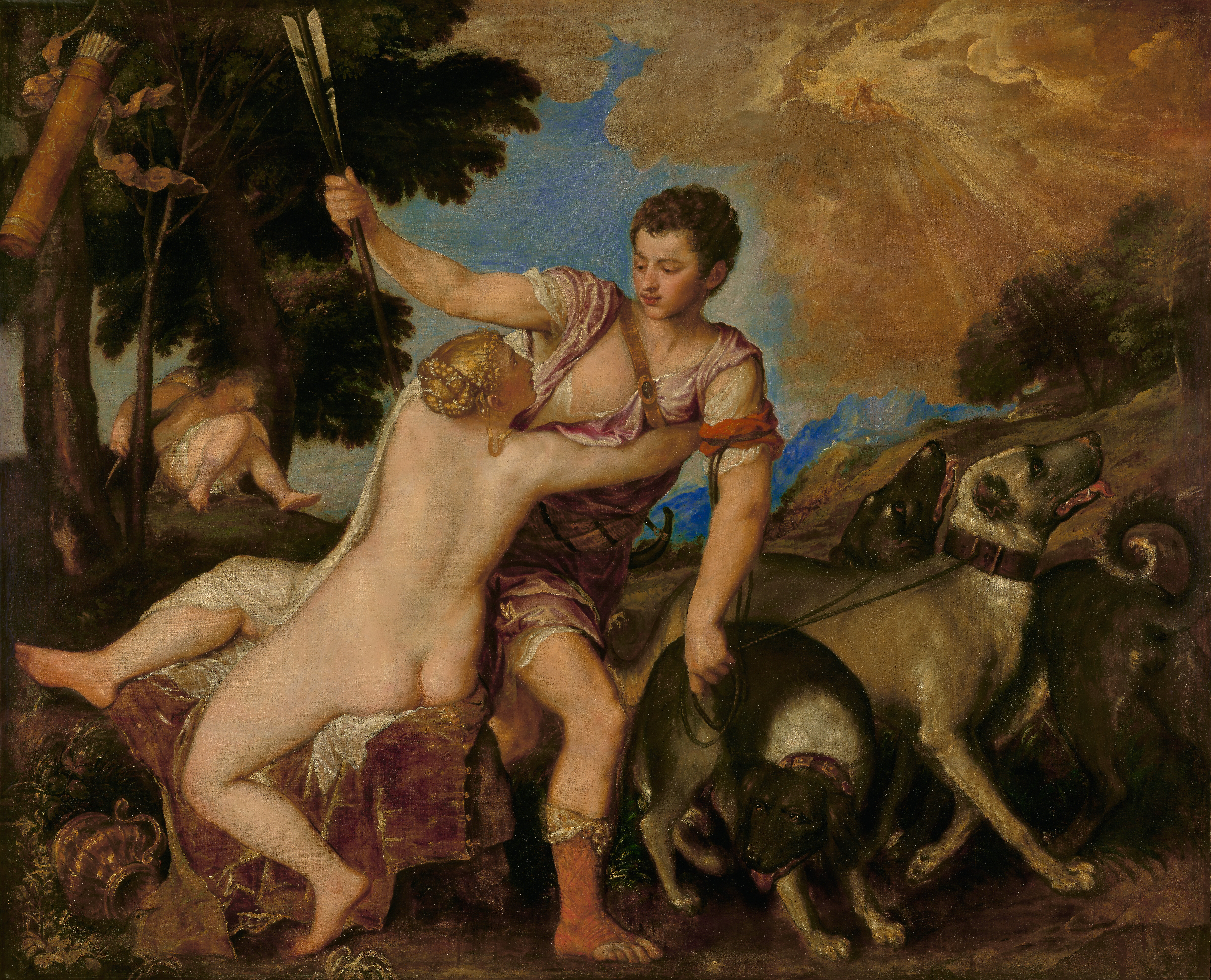
Tiziano Vecellio, Venere e Adone, 1555 - 1560, Los Angeles, Getty Museum
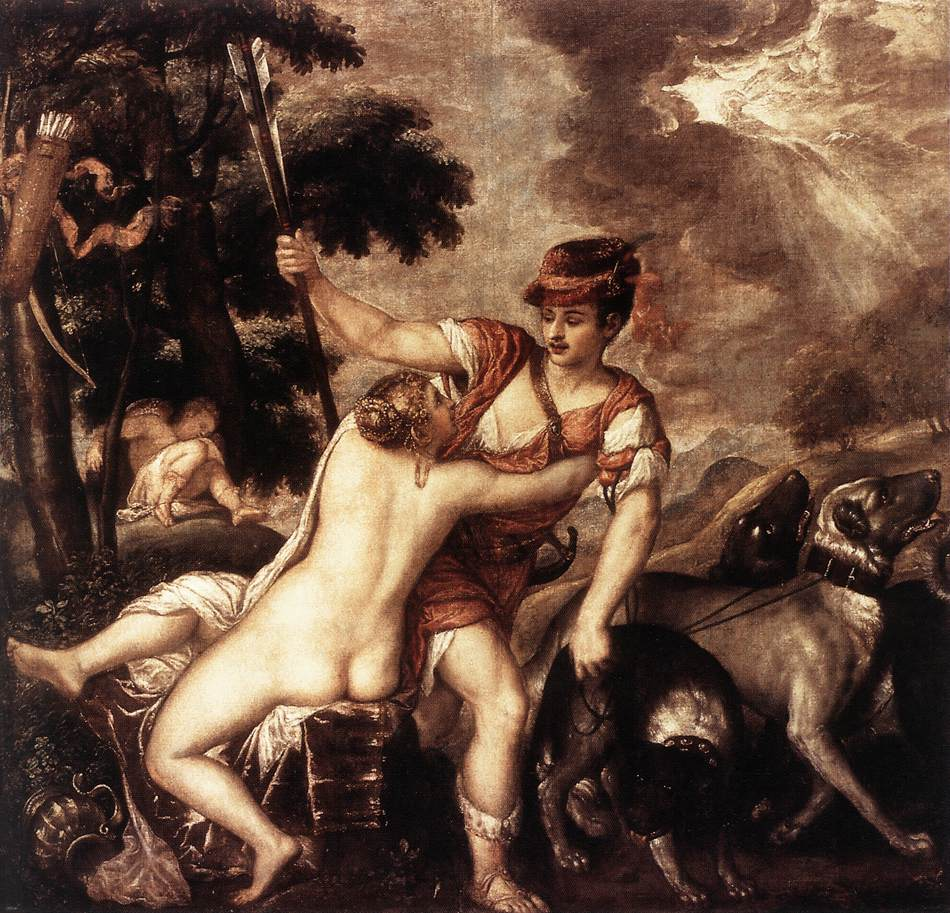
Tiziano Vecellio, Venere e Adone, 1555 ca, Roma, Galleria nazionale d'arte antica
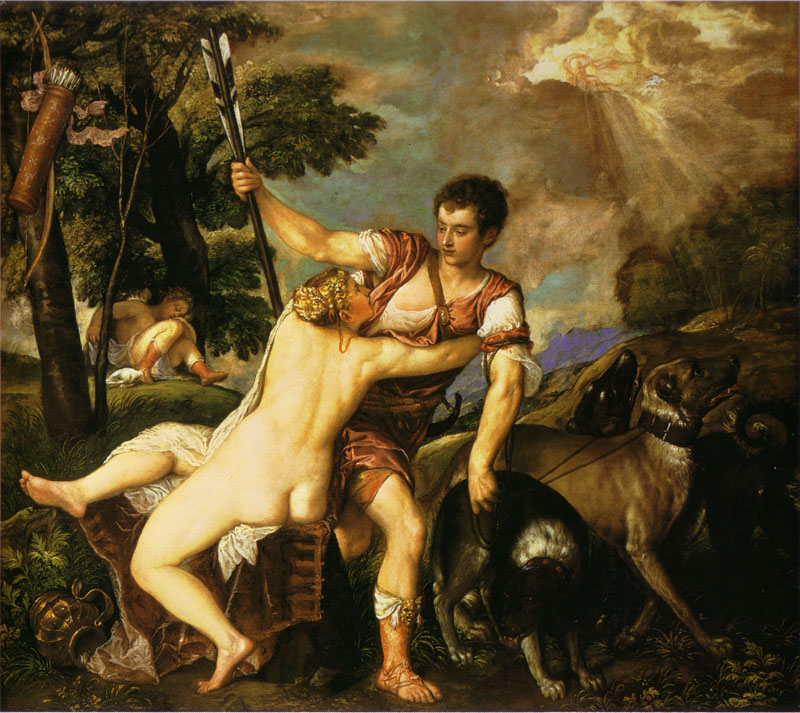
Tiziano Vecellio, Venere e Adone, 1560 ca, Collezione privata, temp. Oxford, Ashmolean Museum
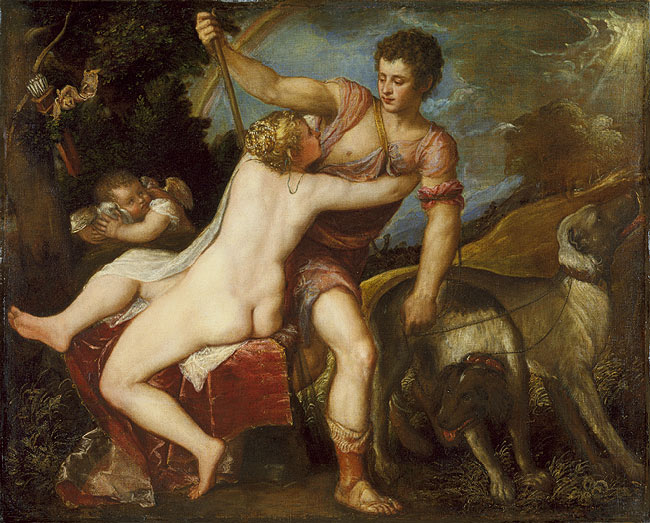
Tiziano Vecellio, Venere e Adone, 1560 ca, New York, Metropolitan Museum of Art